# Чемпионат России по современному пятиборью среди женщин 2000
VIII Чемпионат России по современному пятиборью среди женщин проходил с 18 по 20 августа 2000 года в Москве.
На чемпионат были приглашены и зарубежные спортсменки из США, Латвии, Белоруссии, Германии и Украины.
Чемпионкой России 2000 года стала 26-летняя победительница прошлогодних Панамериканских игр американка Мэри-Бэт Ягорашвили, второе место — Олеся Величко из Самары, третье — и Елена Рублевская (Латвия). Российские спортсменки выступили неудачно Суворова заняла лишь 12-е место: её подвело фехтование, а Муратова была пятой.

## Результаты
Женщины. Финал.
1. Мэри-Бэт Ягорашвили (США) — 5398.
2. Олеся ВЕЛИЧКО (Россия) — 5372.
3. Елена Рублевская (Латвия) — 5340.

5. Татьяна Муратова (Россия)
12. Елизавета Суворова (Россия)